# Oulitsa Skobelevskaïa (métro de Moscou)
Oulitsa Skobelevskaïa (en russe : Улица Скобелевская et en anglais : Ulitsa Skobelevskaya) est une station de la ligne Boutovskaïa (ligne 12) du métro de Moscou, située sur le territoire du raïon Ioujnoïe Boutovo dans le district administratif sud-ouest de Moscou.

## Situation sur le réseau
Établie en aérien, à 10 mètres au dessus du sol, la station Oulitsa Skobelevskaïa est située au point 32+30 de la ligne Boutovskaïa (ligne 12), entre les stations Oulitsa Starokatchalovskaïa (en direction de Bittsevski park), et Boulvar Admirala Ouchakova (en direction de Bouninskaïa alleïa).

## Histoire
La station Oulitsa Skobelevskaïa est mise en service le 27 décembre 2003, lors de l'ouverture à l'exploitation de la première section de la ligne 12, entre les stations Oulitsa Starokatchalovskaïa et Bouninskaïa alleïa.